# Platja de la Pineda (Vila-seca)
La platja de la Pineda és una platja urbana del municipi de Vila-seca (Tarragonès), situada davant del nucli turístic de la Pineda. Amb una longitud total de 3.108 metres, s'estén des del promontori del cap de Salou fins al port de Tarragona, on hi havia la platja del Riuclar. Està dividida en 3 trams: platja del Racó, platja de la Pineda i platja dels Prats.

## Platja del Racó
La platja del Racó limita amb l'espigó de la punta Prima, una formació rocosa on s'inicia el cap de Salou, al terme municipal de Salou. Orientada a l'est, té una longitud de 700 metres i una amplada mitjana de 52 metres, formada per sorra fina però dura. Disposa d'un punt de la Creu Roja, dutxes i lavabos públics, lloguer de gandules, així com d’equips per a la pràctica d’esports nàutics, i una guingueta.
En aquesta platja està la Séquia Major, un espai natural protegit pel Pla d'espais d'interès Natural de Catalunya.
Prop de l'extrem de la dreta de la platja hi ha un búnquer construït durant la Guerra Civil espanyola. Al voltant i sobre el búnquer hi ha el grup escultòric 'Marca d'Aigua', obra de l'escultor Sergi Aguilar.

## Platja de la Pineda
La platja pròpiament dita de la Pineda s'estén a sud-oest fins a la platja del Racó i a nord-est fins a l'espigó que la separa de la platja dels Prats. La platja està vorejada per un passeig de vianants on en el centre es conserva una petita pineda que li dona el nom. Orientada al sud-est-est, té una longitud de 2.450 metres i una amplada mitjana de 38 metres, formada per sorra fina. Disposa de punt de la Creu Roja, dutxes i serveis públics, vigilants, lloguer de gandules, para-sols i equips per a la pràctica d'esports nàutics, una guingueta i una escola de windsurf. El 2025 s'abalisà una zona davant del parc dels Prats per a poder entrar i sortir de l'aigua amb gossos.
La platja està guardonada amb la Bandera Blava, que reconeix internacionalment la qualitat de l'aigua i serveis. L'Agència Catalana de l'Aigua efectua un control setmanal de la qualitat de l'aigua, durant la temporada de bany, amb el resultat d'excel·lent.